# Auguste Clésinger
Jean-Baptiste Auguste Clésinger, dit Auguste Clésinger, né le 22 octobre 1814 à Besançon et mort le 6 janvier 1883 dans le 7e arrondissement de Paris, est un sculpteur et peintre romantique français, particulièrement connu en raison de ses liens avec George Sand, dont il a été le gendre, et de Frédéric Chopin, dont il a sculpté le tombeau.
Il a été directeur artistique de la Société générale de photosculpture de France.

## Biographie
Auguste Clésinger est le fils de Georges-Philippe Clésinger, lui-même sculpteur, qui le forme à l'école des beaux-arts de Besançon où il est professeur. Il est également l'élève du sculpteur danois Bertel Thorwaldsen (1770-1844),.
Clésinger débute lors du Salon de Paris de 1843 avec un Buste du vicomte Jules de Valdahon. Sa dernière exposition aura lieu en 1864.
Il est l'auteur de nombreux bustes, notamment ceux de l'actrice Rachel Félix et de Théophile Gautier et la statue de Louise de Savoie de la série des Reines de France et Femmes illustres du jardin du Luxembourg à Paris.
Clésinger provoque un scandale au Salon de 1847 en présentant sa Femme piquée par un serpent. Cette sculpture romantique prend pour modèle Apollonie Sabatier, la muse de Charles Baudelaire, alors maîtresse du richissime industriel belge Alfred Mosselman et grand amateur d'art, qui a passé la commande,.
Théophile Gautier écrit : 

« Clésinger a résolu ce problème, de faire de la beauté sans mignardise, sans affectation, sans maniérisme, avec une tête et un corps de notre temps, où chacun peut reconnaître sa maîtresse si elle est belle ».

— Théophile Gautier, Salon de 1847.
Clésinger séjourne à Barbizon où il a subi l'influence de Théodore Rousseau et de Charles Le Roux.
Le 16 mars 1846, Clésinger — qui a peut-être déjà remarqué dans un bal parisien Solange Dudevant — demande à George Sand, mère de Solange, la permission d'intituler l'une de ses statues Consuelo, titre d'un de ses romans. Elle accepte et invite le sculpteur au no 5 square d'Orléans à Paris. Solange est alors fiancée, mais décide de rompre pour épouser le sculpteur. Cet épisode joue un rôle important dans la vie familiale de George Sand, notamment dans ses relations avec Frédéric Chopin, qui est en désaccord avec le mariage. Clésinger offre à l'écrivain un exemplaire en bronze de son Faune Dansant, puis de sa Mélancolie, qui sont installés à Nohant.

Famille Dudevant-Clésinger
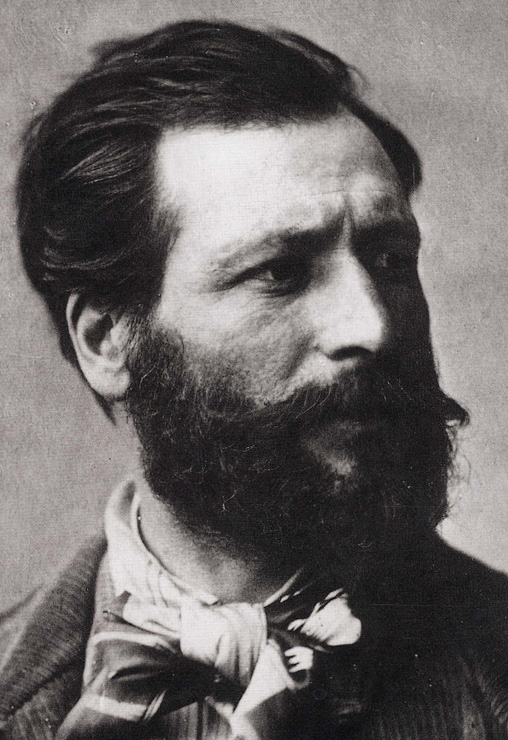
Nadar, Auguste Clésinger (vers 1858, détail).
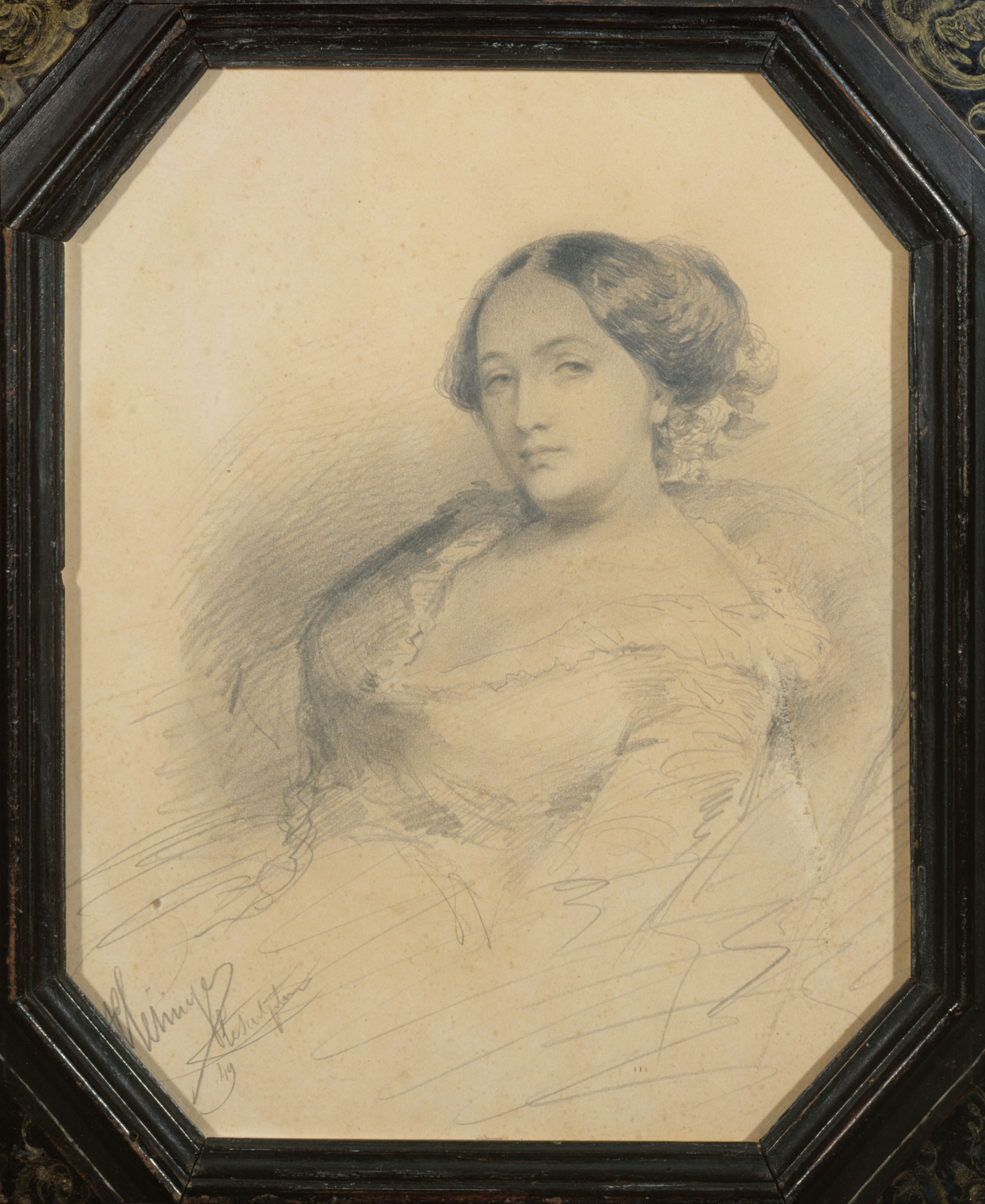
Auguste Clésinger, Solange Dudevant-Clésinger (1849), Paris, musée de la vie romantique.
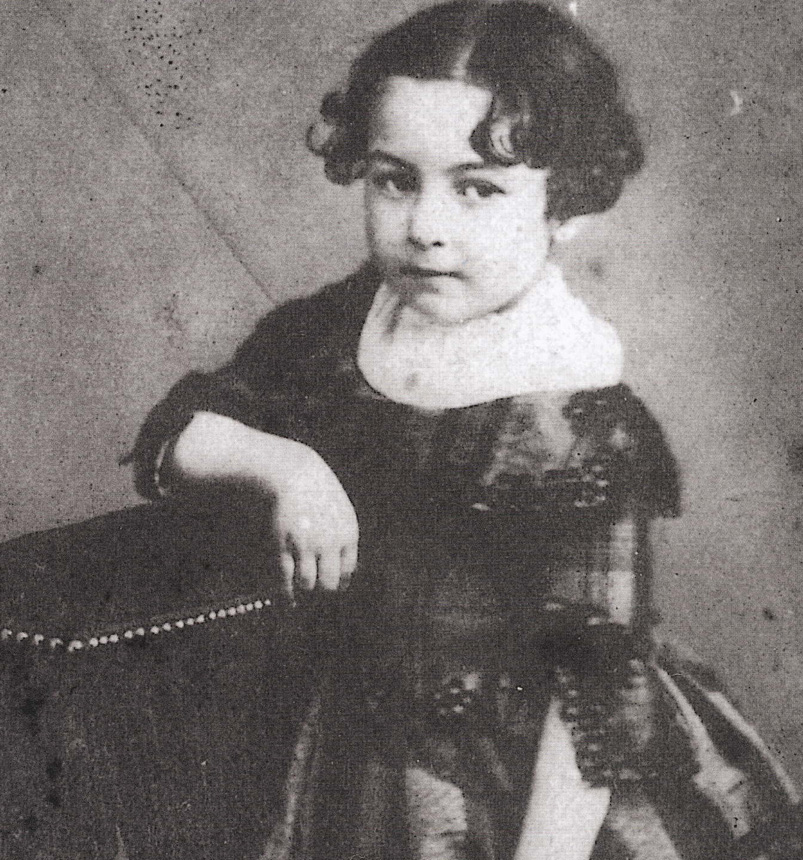
Jeanne-Gabrielle Clésinger dite « Nini » (vers 1854), daguerréotype anonyme, Nohant-Vic, Domaine de George Sand.

Le 19 mai 1847, Clésinger et Solange Dudevant (1828-1899) se marient à Nohant. Mais les relations se détériorent rapidement, au point que, le 11 juillet 1847, un début de rixe entre Auguste Clésinger et Maurice Dudevant, frère de Solange, aboutit à une rupture entre George Sand et le couple. Clésinger a des dettes ; les époux demandent vainement à George Sand d'hypothéquer son domaine familial. En revanche, une réconciliation a lieu entre les Clésinger et Chopin. Après la mort de Frédéric Chopin en octobre 1849, Clésinger sculpte le tombeau du compositeur (Paris, cimetière du Père-Lachaise).
Deux filles naissent de ce mariage : Jeanne-Gabrielle, le 28 février 1848, morte en bas âge. Une seconde fille, elle aussi nommée Jeanne-Gabrielle, surnommée « Nini », naît le 10 mai 1849 au château de Guillery à Pompiey (Lot-et-Garonne). George Sand lui est très attachée, mais elle meurt peu après la séparation de ses parents, à Paris le 13 janvier 1855 d'une scarlatine mal soignée, à la suite d'une imprudence de son père.
En 1849, Clésinger reçoit la croix de chevalier de la Légion d'honneur et est promu officier en 1864.
Il remarque les formes opulentes et sculpturales de Berthe de Courrière et en fait son modèle pour le buste de Marianne conservé au Sénat à Paris, ainsi que pour la statue colossale de La République de l'Exposition universelle de 1878.
Auguste Clésinger meurt le 6 janvier 1883 à son domicile parisien, au no 6 rue de la Chaise dans le 7e arrondissement. Il est inhumé à Paris au cimetière du Père-Lachaise (10e division), où l'une de ses œuvres, Euterpe (1850) orne le Monument funéraire de Frédéric Chopin. Dans la même tombe, sont inhumés Remy de Gourmont (homme de lettres 1858-1915) ainsi que Berthe de Courrière (1852-1916), leur maîtresse commune et aussi légataire universelle de Clésinger à sa mort en 1883.
Une rue de Besançon, dans le quartier de Montrapon-Fontaine-Écu, porte son nom.

## Clésinger et la photosculpture

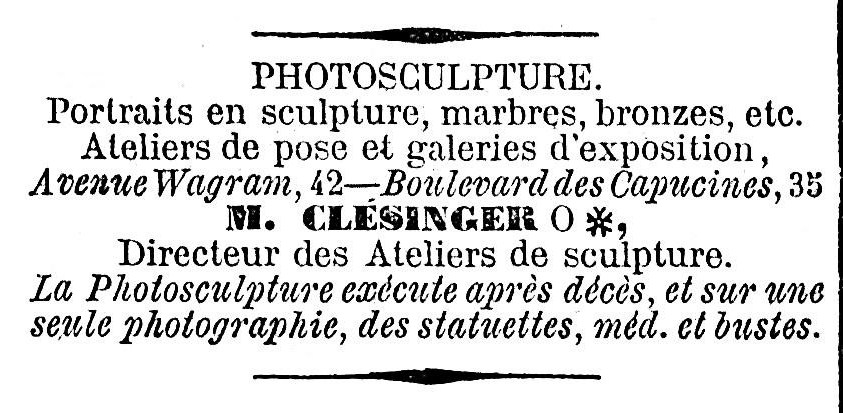
Journal des débats, 3 avril 1867,.

En 1864, Clésinger rejoint la Société générale de photosculpture de France, dont il devient le directeur artistique en 1867.
À cette occasion, dans une longue lettre adressée à Paul de Saint-Victor, publiée dans La Presse, il donne son point de vue sur la photosculpture, sa place, son avenir et la statuaire en général,.
Par la suite, un conflit oppose Auguste Clésinger à la Société de photosculpture, le sculpteur refusant en 1872 son autorisation de reproduire ses œuvres Cléopâtre et Diane au repos.

## Œuvres dans les collections publiques
(Liste non exhaustive des créations de son auteur).
Sculptures
- 1845 : Louis d'Orléans (1814-1896), duc de Nemour, buste en marbre[13], situé au musée des beaux-arts et d'archéologie à Besançon (Doubs)[réf. nécessaire].
- 1847 : Louise de Savoie (1476-1531), pierre, statue située au jardin du Luxembourg dans le VIe arr. de Paris[13].
- 1847 : George Sand (1804-1876), buste en marbre, présent au musée de la Vie romantique dans le IXe arr. de Paris[14].
- 1847 : Bras de George Sand, plâtre, situé au musée de la Vie romantique dans le IXe arr. de Paris[15],[16].
- 1847 : Femme piquée par un serpent, statue en marbre, située au musée d'Orsay dans le VIIe arr. de Paris.
- 1847 : Madame Apollonie Sabatier (1822-1890)[Note 7], marbre, présente au musée d'Orsay dans le VIIe arr. de Paris.
- 1848 : Bacchante couchée, marbre (56 × 200 × 82 cm), située au Petit Palais dans le VIIIe arr. de Paris[17],[Note 8].
- 1848 : Autoportrait, buste en marbre (56 × 38 × 25 cm), situé au musée de la Vie romantique dans le IXe arr. de Paris[18].
- 1849 : Main gauche de Frédéric Chopin, plâtre, présent au musée de la Vie romantique dans le IXe arr. de Paris[19].
- 1850 : Monument funéraire de Frédéric Chopin (1810-1849), dans la 11e division du cimetière du Père-Lachaise dans le XXe arr. de Paris.
- 1854 : Sapho, plâtre, au musée des beaux-arts et d'archéologie à Châlons-en-Champagne (Marne).
- 1857 : Combat de taureaux romains, plâtre patiné, au musée des beaux-arts et d'archéologie à Besançon (Doubs).
- 1857 : Hercule enfant étouffant les serpents de l'Envie, bronze, situé au musée d'Orsay dans le VIIe arr. de Paris.
- 1864 : Léda et le cygne, groupe en marbre, présent dans le musée de Picardie à Amiens (Somme).
- 1865 : Femme à la rose, bronze, présente au musée d'Orsay dans le VIIe arr. de Paris.
- 1868 : Pietà ou Vierge de Pitié, groupe en simili pierre, dans la chapelle des Âmes du Purgatoire de l'église Saint-Sulpice dans le VIe arr. de Paris[20],[21],[22].
- 1869 : Andromède, marbre, au musée d'art et d'archéologie du Périgord à Périgueux (Dordogne).
- 1869 : Néréidess, groupe en marbre, situé au musée des beaux-arts et d'archéologie à Besançon (Doubs).
- 1873 : Vierge à l'enfant, marbre de Carrare, située dans l'église de Saint-Vincent à Bagnères-de-Bigorre (Hautes-Pyrénées)[2],[23].
- 1876 : Herodiade, buste en plâtre patiné, situé au musée des beaux-arts et d'archéologie à Besançon (Doubs).
- 1876 : Salomé, buste en plâtre patiné, présent au musée des beaux-arts et d'archéologie à Besançon (Doubs).
- 1879 : Henry Houssaye (1848-1911), buste en bronze de l'historien, situé dans la 4e division du cimetière du Père-Lachaise dans le XXe arr. de Paris[24].
- 1879 : Monument à Adolphe Thiers (1797-1877), statue en pierre, située dans la cour de l'école nationale d'arts et métiers d'Aix-en-Provence (Bouches-du-Rhône)[25].
- 1880[26] : Gustave Flaubert (1821-1880), buste disparu[27],[28]. Réplique agrandie de l'original, réalisée en marbre par le sculpteur Jean Escoula (1851-1911). Ce buste est inauguré le 12 décembre 1921 au jardin du Luxembourg dans le VIe arr. de Paris[28].
- s.d. :
  - Buste de Marcello (1836-1879), présente à la Fondation Marcello de Fribourg (Suisse)[29].

Peintures et dessins
- 1849 : Portrait de Solange Dudevant-Clésinger (1828-1899), dessin (21,3 × 17,5 cm), présent au musée de la vie romantique dans le IXe arr. de Paris[30].
- 1863 : Coucher de Soleil avec 3 personnages et Cours d'eau avec Fond de Falaise, Paysages formant pendants : huile sur bois (30 × 79 cm et 26 × 79 cm), au musée Baron-Martin à Gray (Haute-Saône)[réf. nécessaire].

## Galerie

Œuvres d'Auguste Clésinger
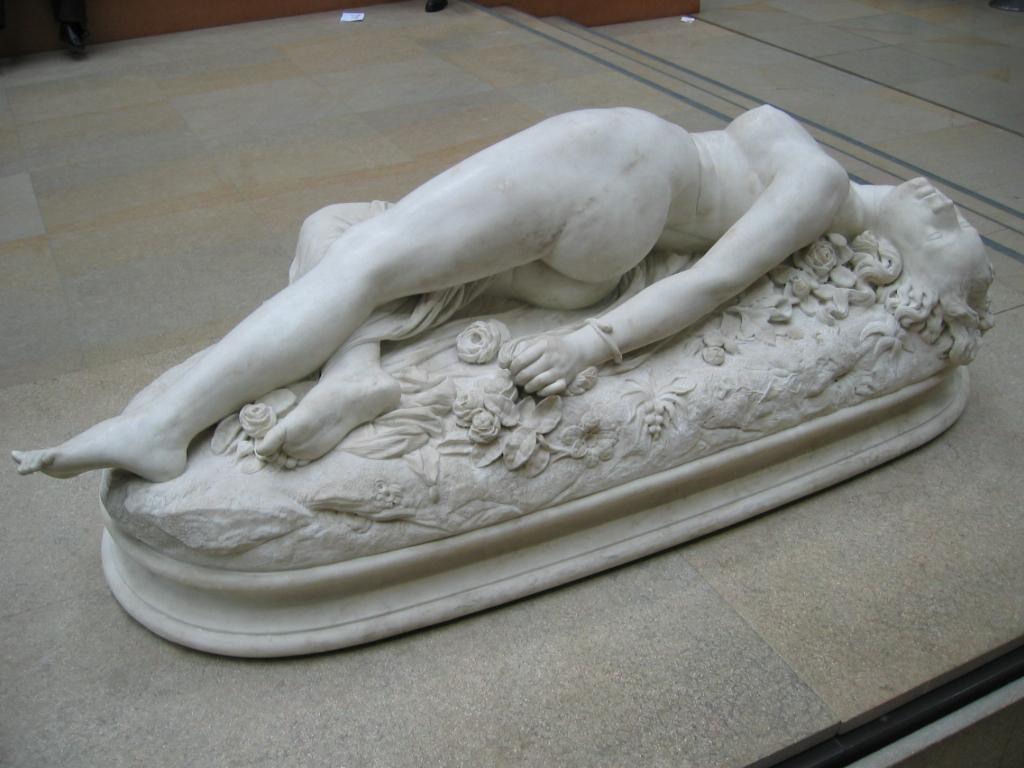
Femme piquée par un serpent (1847), marbre, Paris, musée d'Orsay.
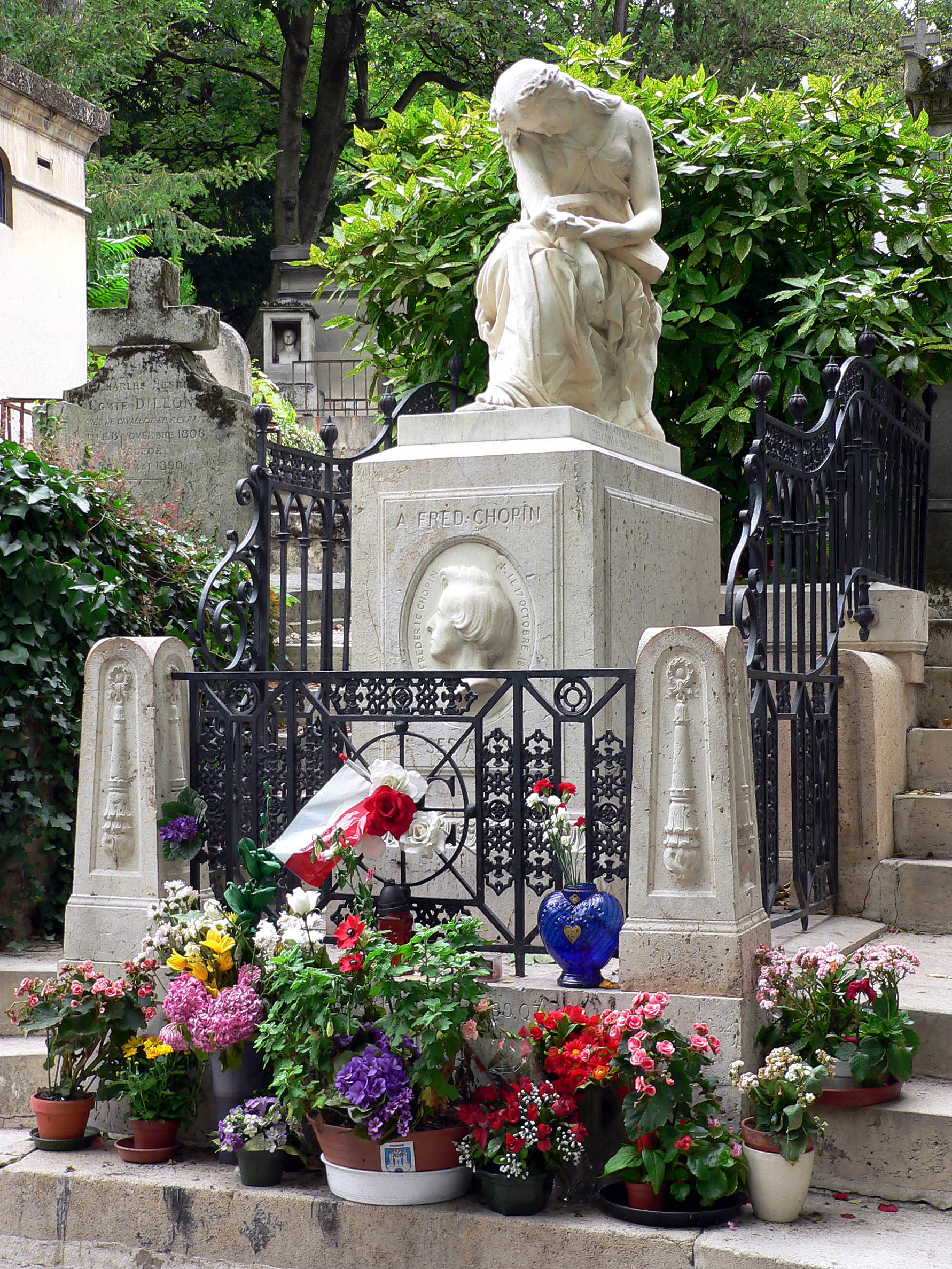
Euterpe (1850), muse de la Musique, ornant le Monument funéraire de Frédéric Chopin, Paris, cimetière du Père-Lachaise.
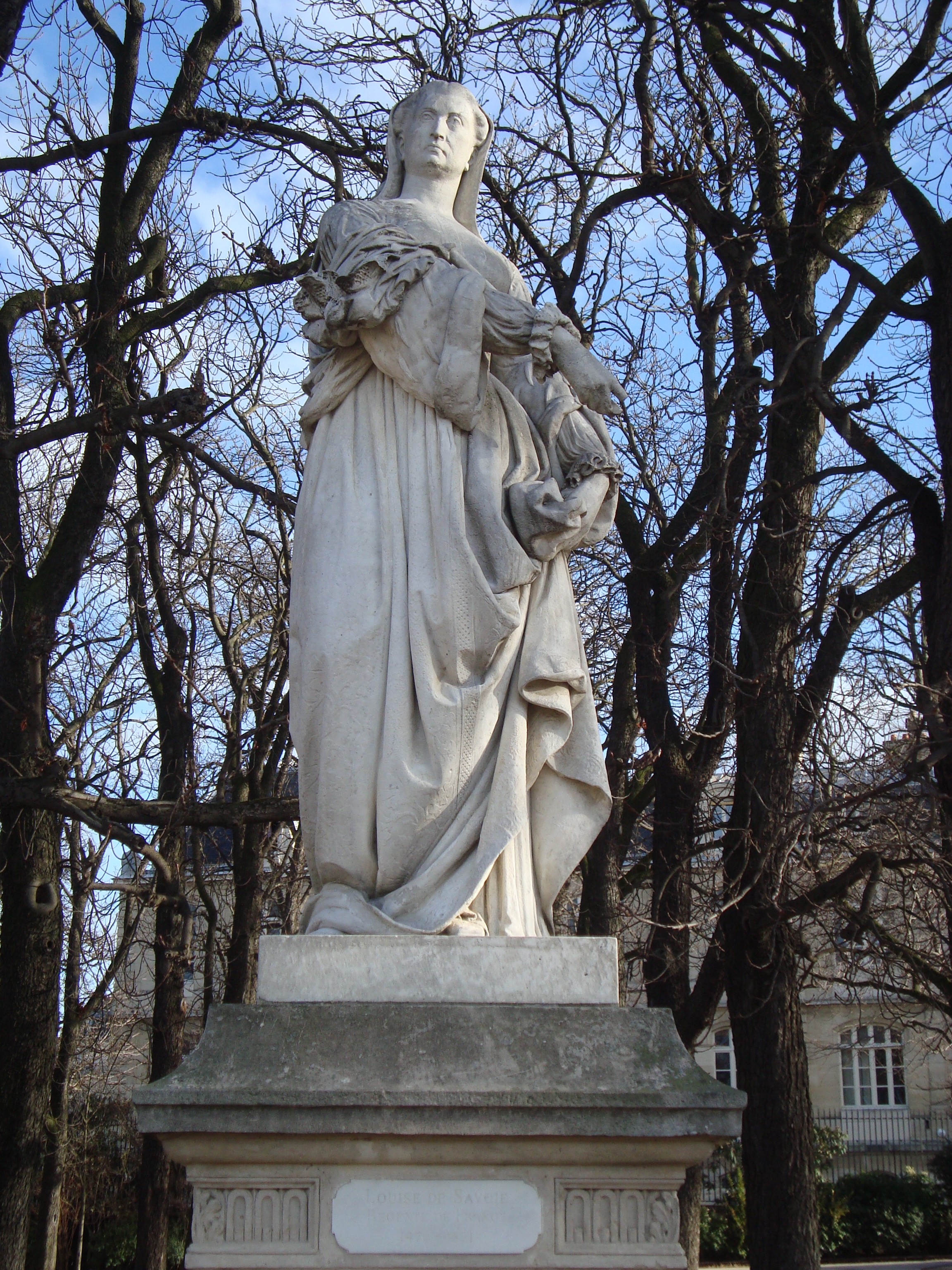
Louise de Savoie (1851), statue de la série des Reines de France et Femmes illustres, Paris, jardin du Luxembourg.
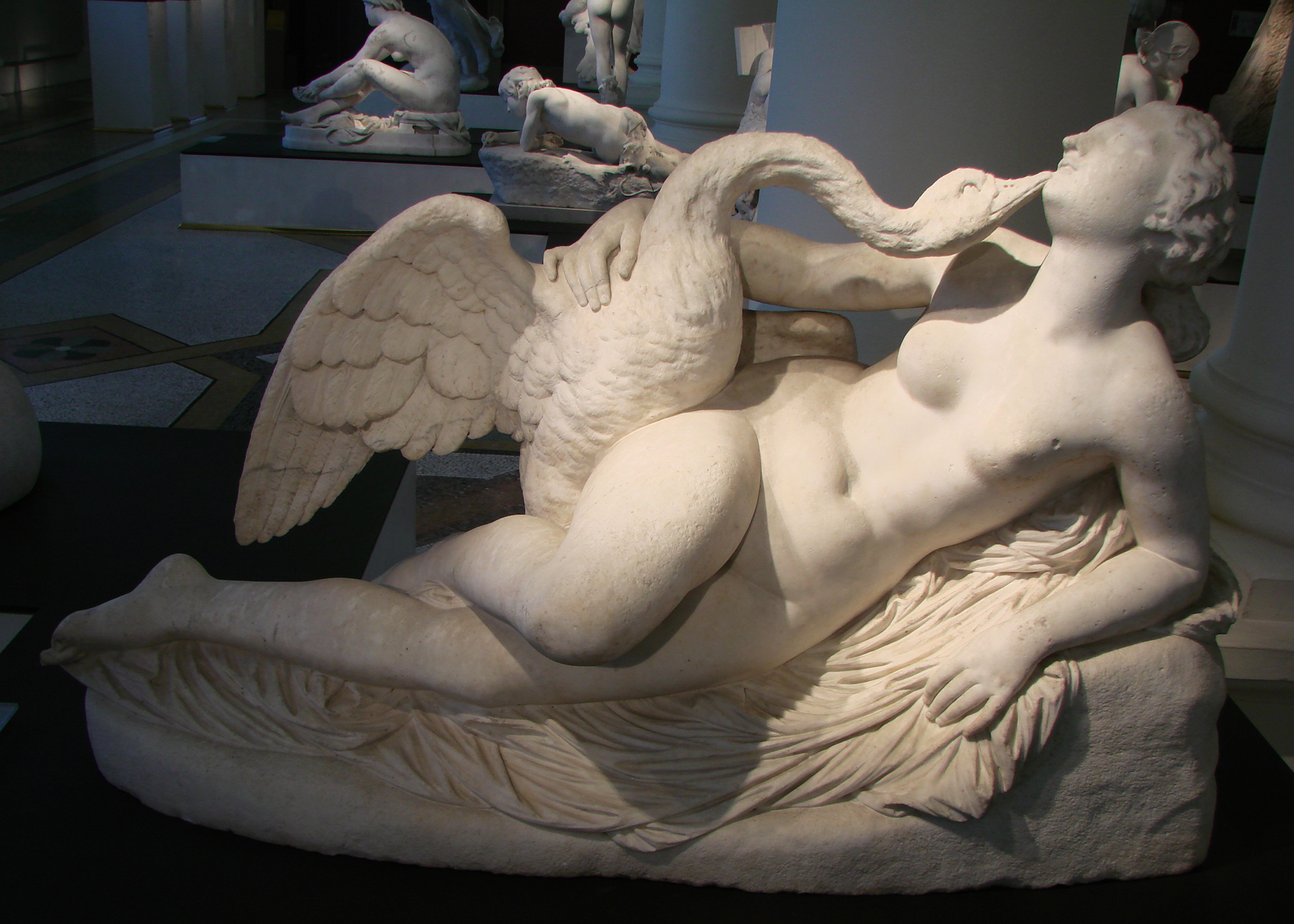
Léda et le cygne (1864), Amiens, musée de Picardie.
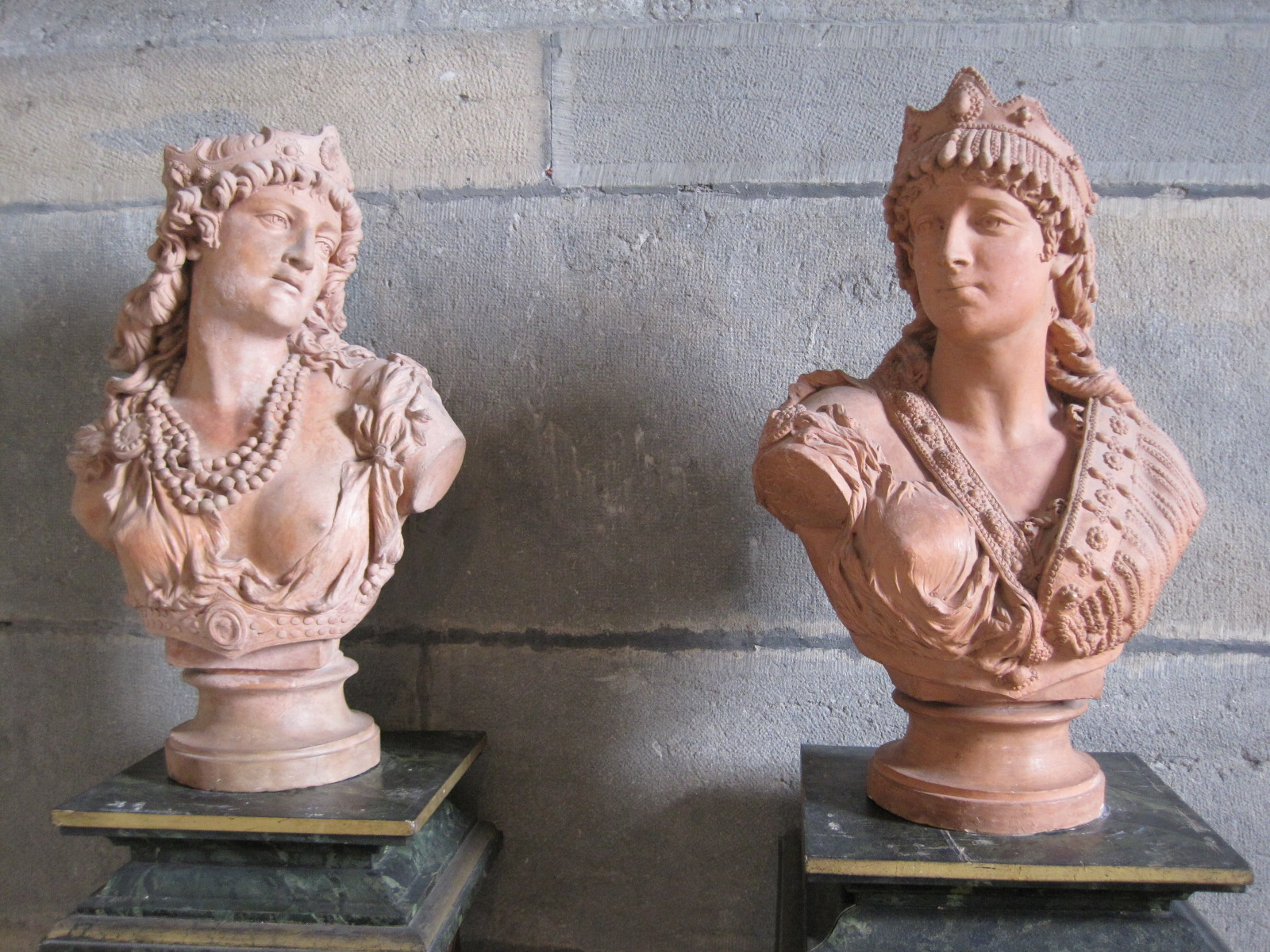
Salomé et Hérodiade (1876), musée des beaux-arts et d'archéologie de Besançon.
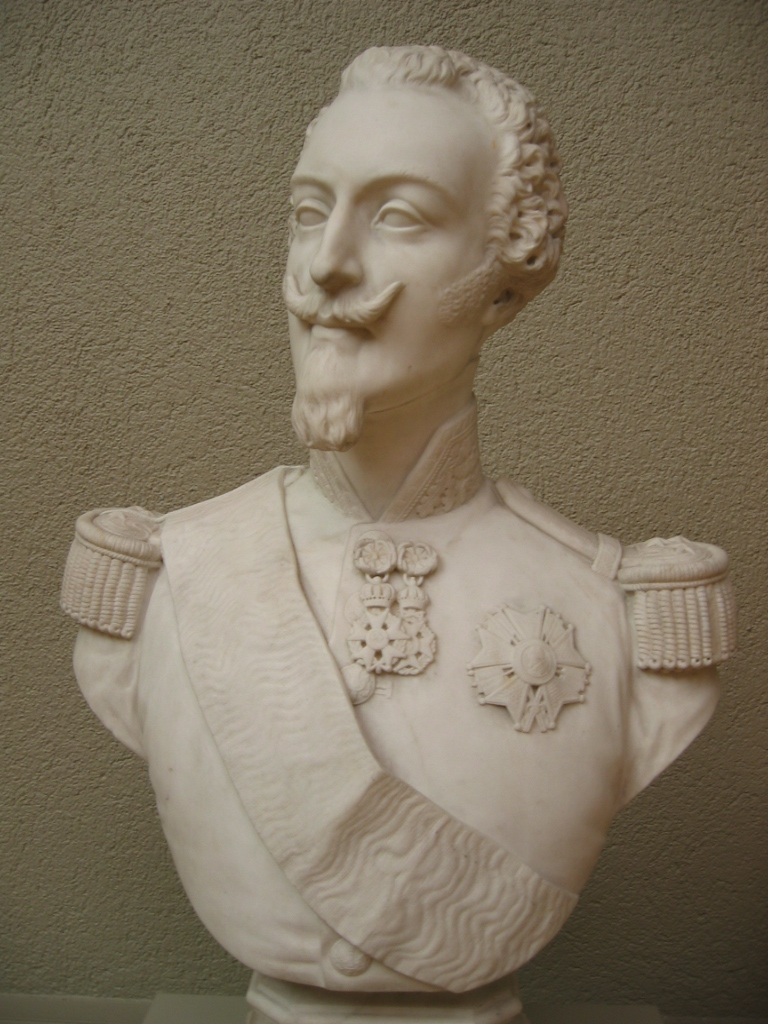
Louis d'Orléans (1814-1896), duc de Nemour, musée des beaux-arts et d'archéologie de Besançon.
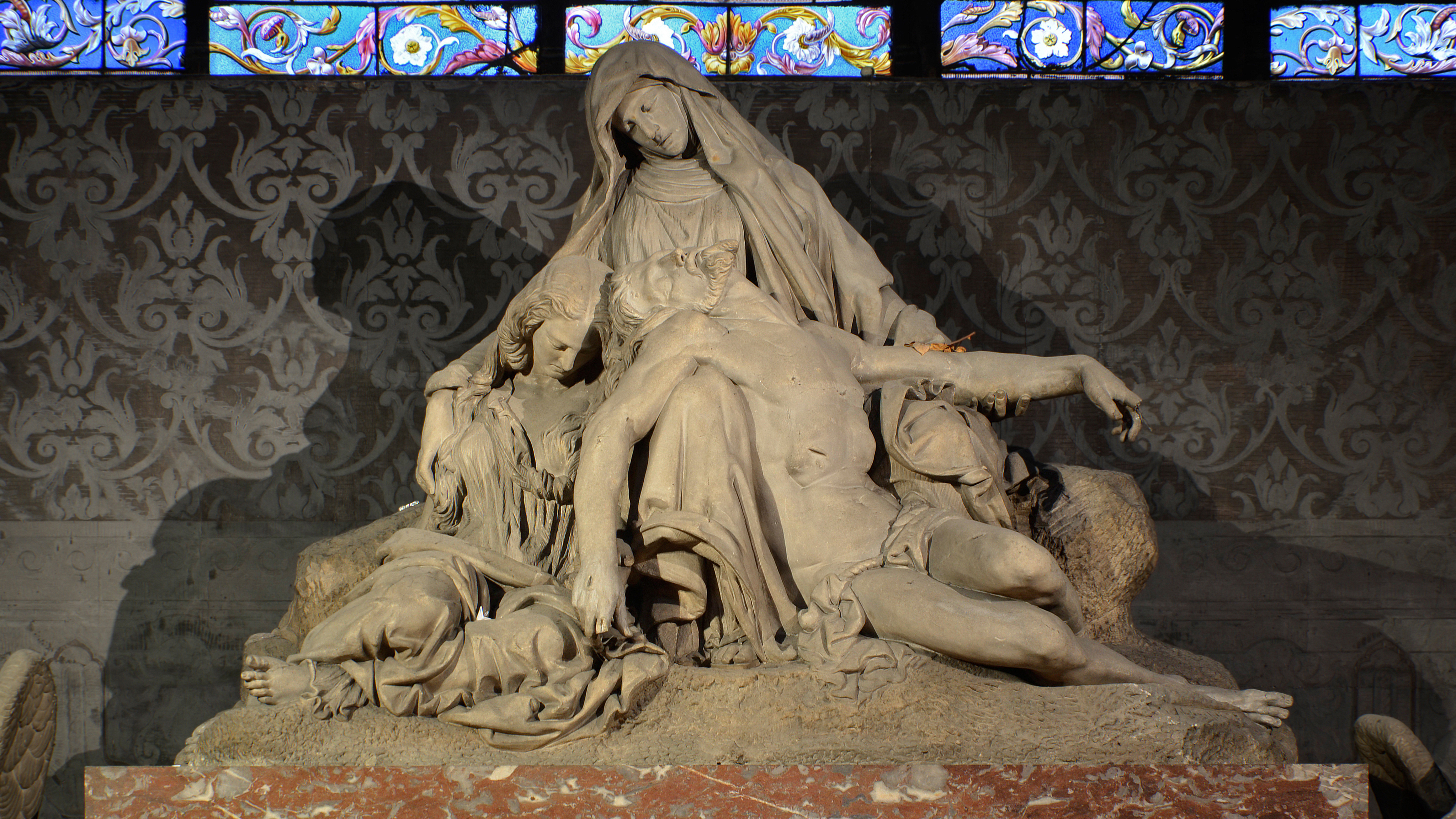
Pietà, Paris, église Saint-Sulpice.